# جيك وود
جيك وود (بالإنجليزية: Jake Wood)‏ (و. 1972 – م) هو ممثل، من المملكة المتحدة، ولد في وستمنستر.

## التعليم
تعلم في Anna Scher Theatre ‏.

## وصلات خارجية
- جيك وود على موقع IMDb (الإنجليزية)
- جيك وود على موقع ألو سيني (الفرنسية)
- جيك وود على موقع أول موفي (الإنجليزية)
- جيك وود على موقع قاعدة بيانات الأفلام السويدية (السويدية)
- جيك وود على موقع قاعدة بيانات الفيلم (الإنجليزية)
- جيك وود على موقع كينوبويسك (الروسية)